# Setulocarya diffusa
Setulocarya diffusa là loài thực vật có hoa trong họ Mồ hôi. Loài này được (Brand) R.R. Mill & D.G. Long miêu tả khoa học đầu tiên năm 1996.